# Blue and Red
Blue and Red (Blu e rosso) è un singolo della cantante slovena ManuElla, pubblicato il 30 marzo 2016 su etichetta discografica Universal Music Denmark. Il brano è stato scritto e composto da Manuella Brečko, Marjan Hvala e Leon Oblak.
Il 27 febbraio 2016 ManuElla ha partecipato a EMA 2016, il programma di selezione nazionale sloveno per l'Eurovision Song Contest 2016. In un primo round di votazione, la giuria ha dovuto decidere le due canzoni sulle dieci partecipanti da mandare alla superfinale: Blue and Red di ManuElla e Črno bel di Raiven. Nel secondo round il televoto ha decretato che ManuElla avrebbe rappresentato la Slovenia all'Eurovision grazie ai 3.865 televoti ottenuti, contro i 3.738 ottenuti da Raiven.
Per promuovere la sua canzone Manuella si è esibita ad Amsterdam il 9 aprile 2016 durante l'evento Eurovision in Concert e a Tel Aviv l'11 e il 13 aprile durante il concerto Israel Calling. All'Eurovision ManuElla ha cantato Blue and Red per undicesima nella seconda semifinale, che si è tenuta il 12 maggio a Stoccolma, ma non si è qualificata per la finale del 14 maggio. Blue and Red ha raggiunto il primo posto nella classifica radiofonica slovena.

## Tracce
Download digitale
1. Blue and Red – 2:57

## Classifiche
| Classifica (2016) | Posizione massima |
| ----------------- | ----------------- |
| Slovenia          | 1                 |